# Leichtes Maschinengewehr Knorr-Bremse 1935/36
Das leichte Maschinengewehr Knorr-Bremse 1935/36 war ein von Hans Lauf Ende der 1920er-Jahre konstruiertes Maschinengewehr der damaligen Knorr-Bremse-AG Berlin. Es verschoss die deutsche Standardpatrone 7,92 × 57 mm.

## Beschreibung
Zunächst ließ Lauf 1933 die Waffe aufgrund der der Weimarer Republik auferlegten Rüstungsbeschränkungen mit einer 6,5-mm-Munition bei den schwedischen Streitkräften erproben. Sie wurde von der Svenska Automatvapen AB hergestellt und von der schwedischen Armee als Kulsprutegevär m-1940 bezeichnet. Lauf verbesserte das MG dahingehend, dass es ein anderes Griffstück, ein Zweibein, ein verändertes Gassystem und einen längeren Mündungsfeuerdämpfer erhielt. In dieser Version konnte es Patronen des Kalibers 7,92 × 57 mm verschießen. Er meldete zusätzlich die Waffe 1936 in den Vereinigten Staaten unter der Nummer 430641 zum Patent an. Das finnische Militär bestellte am Anfang des Zweiten Weltkrieges das „Knorr-Bremse“ in geringer Stückzahl.